# Баскаєв Дзамболат Тимофійович
Дзамболат Тимофійович Баскаєв (1903, селище Ксурт Алагірської дільниці Владикавказького округу Терської області, тепер Північна Осетія, Російська Федерація — ?) — радянський державний діяч, голова Ради міністрів Північно-Осетинської АРСР, міністр фінансів Північно-Осетинської АРСР. Депутат Верховної ради СРСР 4-го скликання.

## Життєпис
У 1928 році закінчив Північно-Осетинський педагогічний технікум.
Член ВКП(б) з 1928 року.
У 1929—1930 роках — завідувач школи 1-го ступеня села Црау Північно-Осетинської автономної області.
У 1933 році закінчив економічний факультет Іркутського державного університету.
У 1933—1935 роках — економіст-плановик Бесланського маїсового комбінату Північно-Осетинської автономної області.
З лютого по червень 1935 року — інструктор Правобережного районного комітету ВКП(б) Північно-Осетинської автономної області.
У червні 1935 — вересні 1936 року — завідувач культурно-пропагандистського відділу Правобережного районного комітету ВКП(б) Північно-Осетинської автономної області.
У вересні — грудні 1936 року — інструктор Північно-Осетинського обласного комітету ВКП(б).
У грудні 1936 — червні 1937 року — інструктор Орджонікідзевського міського комітету ВКП(б) Північно-Осетинської АРСР.
У червні 1937 — травні 1938 року — 2-й секретар Правобережного районного комітету ВКП(б) Північно-Осетинської АРСР.
У травні 1938 — квітні 1939 року — 1-й секретар Правобережного районного комітету ВКП(б) Північно-Осетинської АРСР.
У 1939 році закінчив Фінансову академію Народного комісаріату фінансів СРСР у місті Ленінграді.
У квітні 1939 — квітні 1952 року — народний комісар (з 1946 року — міністр) фінансів Північно-Осетинської АРСР.
Одночасно, в березні 1941 — листопаді 1942 року — заступник голови Ради народних комісарів Північно-Осетинської АРСР.
У квітні 1952 — листопаді 1955 року — голова Ради міністрів Північно-Осетинської АРСР.
У 1956—1967 роках — міністр фінансів Північно-Осетинської АРСР.
Подальша доля невідома.

## Нагороди і звання
- орден Трудового Червоного Прапора
- медаль «За оборону Кавказу»
- медаль «За доблесну працю у Великій Вітчизняній війні 1941—1945 рр.»
- медалі
- Почесна Грамота Президії Верховної Ради РРФСР (5.10.1963)